# Highlight Towers

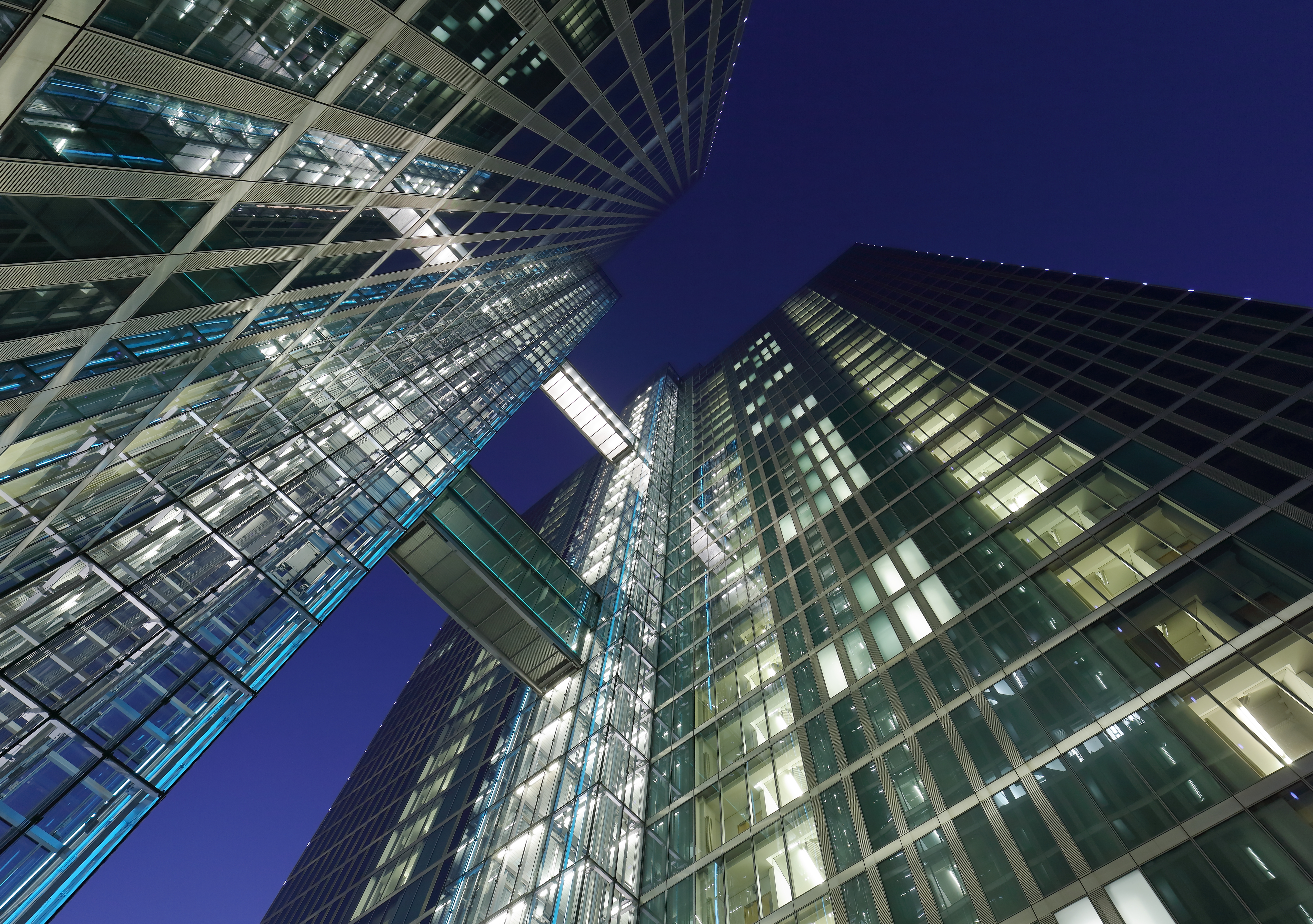
Vue de la base vers le sommet. Février 2017.

Highlight Towers est un  gratte-ciel, composé de deux tours, situé à Munich en Allemagne. L'immeuble est notamment occupé par IBM. 